# International Bartenders Association
A International Bartenders Association - IBA, é uma associação internacional que foi fundada em 24 de fevereiro de 1951 no salão do Grand Hotel em Torquay, Inglaterra. Representa os bartenders e registra e oficializa os coquetéis em todo o mundo.
A IBA promove um evento anual que inclui duas competições: o World Cocktail Competition (WCC), destinada a premiar o melhor coquetel inédito, e o World Flairtending Competition (WFC), que premia o melhor desempenho em coquetelaria acrobática.
A IBA também mantém listas de coquetéis oficiais da associação.